# Марушева
Марушева — деревня в Чердынском районе Пермского края. Входит в состав Ныробского городского поселения.

## Географическое положение
Расположена на левом берегу реки Ухтым, примерно в 4,5 км к северо-востоку от центра поселения, посёлка Ныроб.

## Население
| 2010 |
| ---- |
| 23   |

## Топографические карты
- Лист карты P-40-113,114 Ныроб. Масштаб: 1 : 100 000. Состояние местности на 1982 год. Издание 1988 г.